# Autobiographie d'Alice Toklas
Autobiographie d'Alice Toklas (titre original The Autobiography of Alice B. Toklas) est un récit publié en 1933 par l'écrivaine américaine Gertrude Stein (1874-1946). Gertrude Stein se substitue à sa compagne Alice Toklas pour du même coup se raconter à travers elle. Autobiographie d'Alice Toklas n'est donc pas une autobiographie.
L'ouvrage a été traduit en français en 1934 par Bernard Faÿ (1893-1978).